# 永松悟
永松 悟（ながまつ さとる、1953年11月24日 - ）は、日本の政治家。大分県杵築市長（3期）。

## 来歴
大分県杵築市出身。大分県立杵築高等学校卒業。1976年（昭和51年）3月、同志社大学法学部卒業。1978年（昭和53年）10月、大分県庁の佐伯福祉事務所に入庁。こども･女性相談支援センター所長、福祉保健部長などを歴任。
2013年（平成25年）3月、大分県庁を退職。同年10月の杵築市長選挙に無投票で初当選した。2017年10月に無投票で再選。2021年10月の市長選挙では選挙戦となったが元市議の衛藤竜一郎を破り3選。

## 政策・主張
2020年（令和2年）2月6日、杵築市が財政危機に陥っていることから、2022年度を目標とした緊急財政対策を取りまとめた。対策の主な内容は以下のとおり。
- 市職員を17％削減する。
- 2021、22年度の一般職員の新規採用を取りやめる。
- 一般職員の給与を平均5％カットし、約4億2千万円減らす。市長や副市長も給料をカットし、議員報酬も削減する。
- 2020年度当初予算案は、2019年度と比べて一般財源を約12億円削減する。
- 市内2カ所のプールと1カ所の体育館を廃止する[4]。

このような危機的状況は以前から予想されていたが、永松は職員削減に手を付けず、合併特例債による大型公共工事に次々と着手し、その結果、財政再建への取り組みが遅れたと指摘されている。